# William Tyndale
William Tyndale (também chamado de Tindall ou Tyndall; Gloucestershire, Inglaterra, c. 1484 -  perto de Bruxelas, Dezessete Províncias, 6 de outubro de 1536), foi um estudioso inglês, que se tornou uma figura de liderança na Reforma protestante nos anos que antecederam sua execução. Ele é conhecido como tradutor da Bíblia para o inglês, influenciado pelas obras de Erasmo de Rotterdam e Martinho Lutero.
Uma série de traduções parciais para o inglês foram feitas a partir do século VII em diante, mas o furor religioso causado pela Bíblia de Wycliffe no final do século XIV levou à pena de morte para qualquer pessoa encontrada em posse não licenciada das Escrituras em inglês, embora as traduções estivessem disponíveis em outras línguas europeias importantes.

## Antecedentes
Tyndale viu a publicação da gramática hebraica de Reuchlin em 1506. A língua grega estava disponível para a comunidade acadêmica europeia pela primeira vez em séculos, por receber intelectuais de língua grega e textos vindos após a queda de Constantinopla em 1453. Notavelmente, Erasmo compilou, editou e publicou as Escrituras Gregas em 1516. A Bíblia Alemã de Lutero apareceu em 1522.

## Tradução da Bíblia e suas consequências
A tradução de Tyndale foi a primeira Bíblia em inglês a extrair diretamente de textos hebraicos e gregos, foi a primeira tradução em inglês a aproveitar as vantagens da prensa móvel, a primeira das novas Bíblias em inglês da Reforma e a primeira tradução em inglês a usar Jeová ("Iehouah") como o nome de Deus, conforme preferido pelos reformadores protestantes ingleses. Foi considerado um desafio direto à hegemonia tanto da Igreja Católica quanto das leis da Inglaterra que mantêm a posição da Igreja. Em 1524, com o apoio de ricos comerciantes de Londres, foi para a Alemanha, completando sua tradução do Novo Testamento no ano seguinte. Para isso, Tyndale leu as traduções para o latim feitas por Erasmo de Rotterdam e também as de Lutero, para o que aprendeu alemão. A sua tradução foi impressa em Colônia, com as primeiras edições sendo contrabandeadas para a Inglaterra em 1526. Tyndale também iniciou uma tradução do Antigo Testamento, mas foi preso antes de terminar.
Uma cópia de The Obedience of a Christian Man de Tyndale (1528), que alguns afirmam ou interpretam para argumentar que o rei de um país deveria ser o chefe da igreja daquele país e não o Papa, caiu nas mãos do rei inglês Henrique VIII, fornecendo uma justificativa para quebrar a Igreja na Inglaterra da Igreja Católica em 1534. Em 1530, Tyndale escreveu The Practyse of Prelates, opondo-se à anulação de Henrique de seu próprio casamento, alegando que isso infringia as Escrituras. Fugindo da Inglaterra, Tyndale buscou refúgio no território flamengo do imperador católico Carlos V. Em 1535, Tyndale foi detido e encarcerado no castelo de Vilvoorde (Filford) fora de Bruxelas por mais de um ano. Em 1536, ele foi condenado por heresia e executado por estrangulamento, após o que seu corpo foi queimado na fogueira. Sua última oração foi que os olhos do rei da Inglaterra fossem abertos; isso pareceu encontrar seu cumprimento apenas um ano depois, com a autorização de Henrique VIII para tradução da Bíblia de Mateus, que era em grande parte obra do próprio Tyndale, com seções ausentes traduzidas por John Rogers e Miles Coverdale.
A tradução da Bíblia feita por Tyndale foi usada em traduções inglesas subsequentes, incluindo a Grande Bíblia (1539) e a Bíblia dos Bispos (1568), autorizadas pela Igreja da Inglaterra. Em 1611, após sete anos de trabalho, os 47 estudiosos que produziram a Bíblia do Rei Jaime e se basearam significativamente no trabalho original de Tyndale e nas outras traduções que descendiam dele. Conseqüentemente, o trabalho de Tyndale continuou a desempenhar um papel fundamental na disseminação das idéias da Reforma por todo o mundo de língua inglesa e, eventualmente, por todo o Império Britânico. Em 2002, Tyndale ficou em 26º lugar na enquete da BBC com os 100 maiores britânicos.

## Trabalhos impressos
Embora mais conhecido por sua tradução da Bíblia, Tyndale também foi um escritor e tradutor ativo. Além de focar nas maneiras como a religião deveria ser vivida, ele se concentrava nas questões políticas.
| Impresso no ano | Nome da Obra | Local de publicação | Editor                |
| --- | --- | ------------------- | --------------------- |
| 1525 | Tradução do Novo Testamento (incompleta) | Colônia             |                       |
| 1526 * | Tradução do Novo Testamento (primeira edição impressa completa em inglês) | Worms               |                       |
| 1526 | Uma introdução resumida, prólogo ou prefácio da epístola de Paulo aos Romanos |                     |                       |
| 1527 | A parábola do malvado Mamom | Antuérpia           |                       |
| 1528 | The Obedience of a Christen Man (and how Christen rulers ought to govern...) | Antuérpia           | Merten de Keyser      |
| 1530 * | Os cinco livros da Tradução de Moisés [o Pentateuco] (cada livro com página de título individual) | Antuérpia           | Merten de Keyser      |
| 1530 | A prática dos prelados | Antuérpia           | Merten de Keyser      |
| 1531 | A exposição da primeira epístola de São João com um prólogo antes dela | Antuérpia           | Merten de Keyser      |
| 1531? | Tradução do profeta Jonas | Antuérpia           | Merten de Keyser      |
| 1531 | Uma resposta ao diálogo de Sir Thomas More |                     |                       |
| 1533? | Uma exposição sobre o. v. vi. vii. capítulos de Mateus |                     |                       |
| 1533 | Tradução de Erasmus: Enchiridion militis Christiani |                     |                       |
| 1533 | The Souper of the Lorde | Nornburg            | Niclas Twonson        |
| 1534 | Tradução do Novo Testamento (completamente revisada, com um segundo prefácio contra as mudanças não autorizadas de George Joye em uma edição do Novo Testamento de Tyndale publicada no início do mesmo ano) | Antuérpia           | Merten de Keyser      |
| 1535 | O testamento do mestre escudeiro Wylliam Tracie, exposto por W. Tindall e J. Frith |                     |                       |
| 1536? | Um caminho para a sagrada escritura |                     |                       |
| 1537 | A Bíblia de Mateus , que é uma tradução das Sagradas Escrituras (Tyndale, Rogers e Coverdale) | Hamburgo            | Richard Grafton       |
| 1548? | Uma breve declaração dos sacramentos |                     |                       |
| 1573 | Todas as obras de W. Tyndall, John Frith e Doct. Barnes, editado por John Foxe |                     |                       |
| 1848 * | Doctrinal Treatises and Introductions to Different Portions of the Holy Scriptures, editados por Henry Walter.                                                                                               |                     | Tindal, Frith, Barnes |
| 1849 * | Expositions and Notes on Sundry Portions of the Holy Scriptures Together with the Practice of Prelates, editadas por Henry Walter.                                                                           |                     |                       |
| 1850 * | An Answer to Sir Thomas More's Dialogue, The Supper of the Lord after the True Meaning of John VI. and I Cor. XI., and William Tracy's Testament Expounded, editado por Henry Walter.                        |                     |                       |
| 1964 * | O Trabalho de William Tyndale |                     |                       |
| 1989 ** | Novo Testamento de Tyndale |                     |                       |
| 1992 ** | Antigo Testamento de Tyndale |                     |                       |
| Próximo | As Obras Independentes de William Tyndale |                     |                       |
| Próximo | Bíblia de Tyndale - The Matthew Bible: Modern Spelling Edition |                     |                       |
| * Esses trabalhos foram impressos mais de uma vez, geralmente significando uma revisão ou reimpressão. No entanto, a edição de 1525 foi impressa como um quarto incompleto e foi então reimpressa em 1526 como um oitavo completo . ** Essas obras foram reimpressões das traduções anteriores de Tyndale revisadas para a ortografia moderna. | |                     |                       |